# Aspidistra marginella
Aspidistra marginella là một loài thực vật có hoa trong họ Măng tây. Loài này được D.Fang & L.Zeng mô tả khoa học đầu tiên năm 1993.